# Deadstream
Deadstream è un film del 2022 montato, co-prodotto,  scritto e diretto da  Joseph e Vanessa Winter.

## Trama
Shawn, influencer solito eseguire delle bravate in pubblico con la scusa di superare le proprie paure, è stato bannato da vari canali a causa di un video in cui picchiava un senzatetto. Quando ha modo di tornare in rete, l'uomo organizza un grosso evento per cercare di riconquistare followers: trascorrere la notte in una casa infestata e trasmettere il tutto in diretta su una piattaforma. Una volta arrivata la data dell'evento, Shawn inizia la diretta dall'esterno della casa: il suo primo gesto è quello di mettere fuori uso la sua automobile, per impedire a se stesso di scappare. Subito dopo, l'uomo rompe le barricate ed entra in casa, salvo poi richiudersi dentro con un lucchetto e buttarne la chiave in una presa d'aria.
Shawn inizia dunque a posizionare telecamere in tutta la casa ed a parlare contemporaneamente con i suoi follower, reagendo anche ai loro commenti. L'influencer racconta in vari sprazzi la storia di Mildred, il fantasma che infesterebbe l'abitazione: si trattava di una poetessa incompresa che aveva ricevuto un'enorme villa in regalo da sua padre. Dopo una vita di solitudine, Mildred stava quasi per sposarsi con un ricco editore dopo anni di corrispondenza epistolare. Il giorno prima delle nozze, tuttavia, l'uomo era morto in circostanze misteriose e l'evento aveva spinto Mildred a impiccarsi: da allora ogni altro abitante della casa è morto, inclusi vari bambini. Al termine del racconto, Shawn trova uno strano manufatto in un armadio e decide deliberatamente di distruggerlo.
Poco dopo iniziano a verificarsi fatti che spaventano davvero Shawn, tra cui l'apparizione di un ectoplasma in video. Mentre l'uomo esplora la casa, una ragazza di nome Chrissy irrompe in casa: la donna afferma di essere una sua fan e di aver sfruttato alcuni indizi per trovarlo e avere modo di incontrarlo. Shawn vorrebbe mandarla via, tuttavia il pubblico chiede che lei rimanga e l'influencer si sente obbligato ad accontentare i suoi follower. Man mano che passa il tempo, la presenza di Chrissy inizia a farsi sempre più ingombrante: la ragazza finisce per far ripetere delle parole in latino a Shawn senza che questi ne conosca il significato. Quando Shawn decide di mandarla via, la ragazza lo aggredisce mordendogli il collo: lui si difende e finisce per ucciderla, tuttavia il cadavere sparisce.
Da quel momento, numerosi altri spiriti inizieranno ad attaccare Shawn. Cercando per la casa, l'uomo si imbatte inoltre in una foto di Mildred, scoprendo così che Christy era in realtà proprio la defunta padrona di casa. L'uomo inizia quindi a visionare vari video girati per lui da alcuni follower: una studentessa universitaria gli rivela che la formula in latino era un incantesimo per rinunciare al controllo della propria anima, mentre un ragazzino rivela che il simbolo che ha distrutto aveva probabilmente il potere di tenere a bada Mildred e gli altri spiriti. Dopo essersi rifugiato in macchina e aver subito l'attacco di un poliziotto-zombie, Shawn riceve infine una testimonianza da un'anziana signora: si tratta proprio di un'ex tata che aveva lavorato in quella casa, creatrice dell'oggetto magico che teneva Mildred a bada. La donna gli spiega come ripetere l'incantesimo, affermando che avrebbe tuttavia dovuto sacrificare la sua stessa carne per riuscirci.
Consultando un diario su cui Mildred aveva scritto gran parte delle sue poesie, Shawn scopre che la donna ha in realtà venduto l'anima al diavolo con lo scopo di assoggettare tutte le anime che sarebbe successivamente riuscita ad ottenere in quella casa. Inizialmente, Shawn pensa che la donna lo facesse per creare la famiglia che non aveva mai avuto, tuttavia poi capisce che il suo scopo era quello di ottenere un pubblico e che privandola di ciò sarebbe riuscito a sconfiggerla. Al rientro in casa, Shawn combatte con mezzi di fortuna contro Mildred ma si ritrova prima ferito e tramortito e poi ipnotizzato all'interno di una vasca da bagno: l'acqua sembra confortevole, tuttavia al risveglio l'uomo scopre che c'è anche un cadavere dentro. Tornato al cospetto di Mildred, Shawn esegue il rito che la stessa poetessa aveva descritto nel suo diario ma senza successo, questa volta per liberare le anime. Mentre il fantasma sta per attaccarlo nuovamente, Shawn ritrova un dito della donna: capisce che anche questo rito necessita di un sacrificio della carne. Al secondo tentativo, il rito ha successo: Mildred viene sconfitta, tuttavia le altre anime decidono comunque di attaccare Shawn e di ucciderlo.

## Produzione
Deadstream rappresenta il debutto cinematografico dei coniugi Winter, i quali si sono occupati di quasi tutti gli aspetti del film: regia, scrittura, produzione, montaggio e, nel caso di Joseph, anche recitazione e composizione della colonna sonora. L'opera è stata confezionata con come un found footage.

## Distribuzione
Il festival è stato presentato per la prima volta durante il festival South of Southwest nel marzo 2022, per poi venire distribuito negli Stati Uniti dalla piattaforma Shudder nell'ottobre dello stesso anno.

## Accoglienza
Sull'aggregatore Rotten Tomatoes il film riceve il 91% delle recensioni professionali positive con un voto medio di 7,4 su 10 basato su 53 critiche, mentre su Metacritic ottiene un punteggio di 67 su 100 basato su 10 critiche.